# Аркадий Буржский
Святой Аркадий (фр. Saint Arcade) (умер в 549) — святой, епископ Буржский (537—538 или 541). День памяти — 1 августа.

## Биография
Святой Аркадий Буржский жил во Франкском государстве. В 537 году он был избран на кафедру города Буржа, став здесь преемником епископа Гонория II. Аркадий участвовал в соборе (Council of Orléans) в Орлеане в 538 году. Это последнее достоверное упоминание о святом в исторических источниках. Предполагается, что он мог быть епископом ещё некоторое время после этой даты, так как первые сведения о его преемнике, святом Дезидерии, относятся только к 541 году. Мощи Аркадия Буржского почивают в городе Ла-Шапель-Сент-Юрсен (La Chapelle-Saint-Ursin). Его упоминает в своём труде «Житие отцов» Григорий Турский.